# Consum (Spania)
Consum este o cooperativă spaniolă din sectorul de distribuție, cu sediul în Silla, Valencia.

## Istoria
Născută (înființată) în 1975 în Valencia cu deschiderea primului său stabiliment în Alacuás. De atunci, evoluția sa a fost caracterizată de o creștere continuă, până la a se poziționa, în momentul de față, ca fiind una dintre cele mai importante intreprinderi ale sectorului de distribuție din Spania.
Începând din 1987 se produce un punct de cotitură în politica de expansiune a acestei entități economice numite Consum. Acest "lanț de supermarketuri" absoarbe companii din sectorul de distribuție care aveau deja o anvergură de dezvoltare deja considerabilă: Vegeva (1988), Ecoben, Alihogar (1991) și Jobac (1991), în Comunitatea Valenciană dupa cum Distac (1998) și Disbor (1999) în Catalonia.

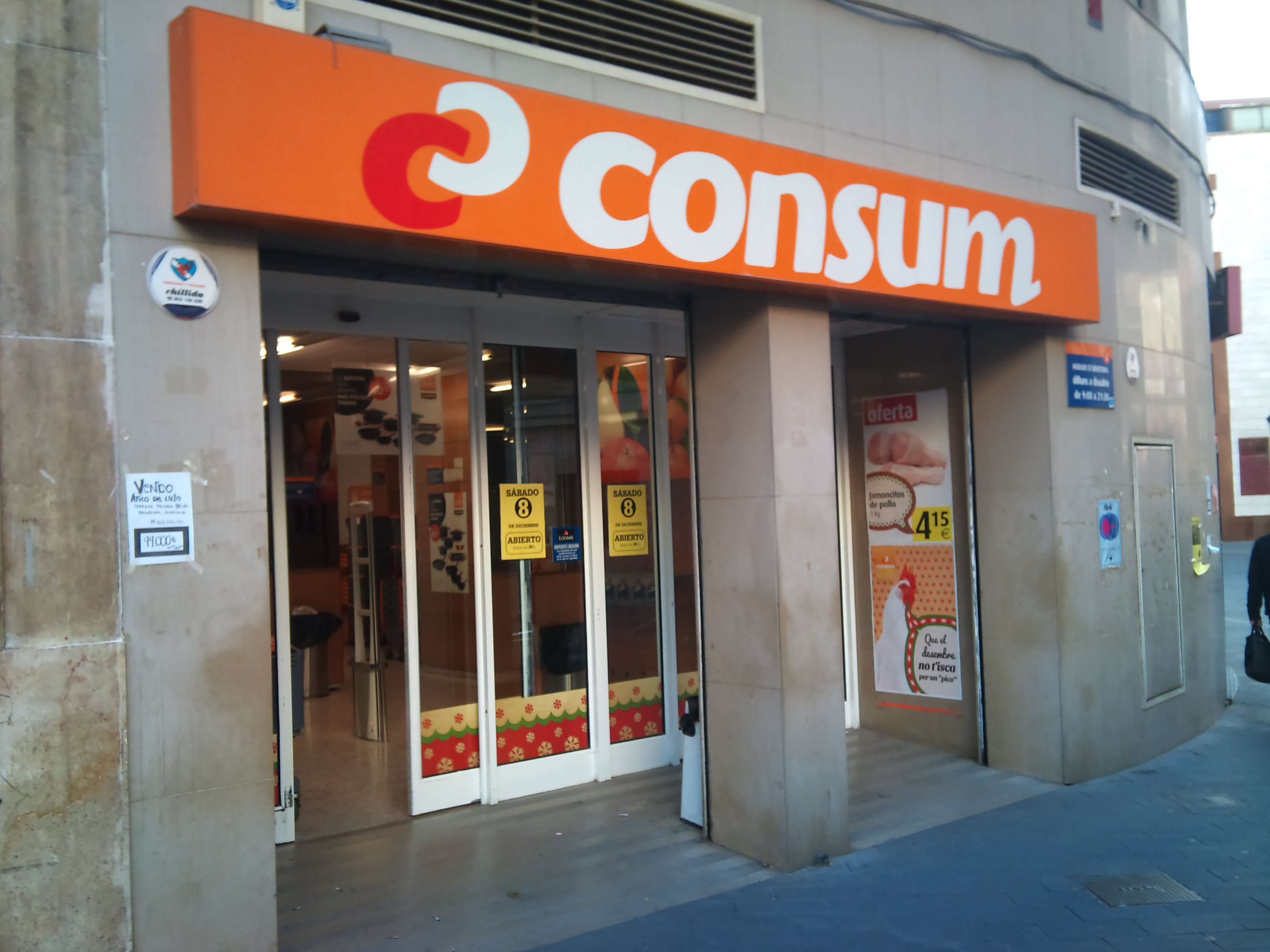
Intrarea într-un supermarket Consum în Valencia.

La începutul decadei anilor 90, Consum constituie împreună cu Grupul Eroski⁠(d) (în calitate de asociat fondator), o alianță comercială. Acest parteneriat se încheie în februarie 2004, după ce "Consum" a decis să se disocieze de acest proiect, din cauza diferențelor privitoare la modelul de organizare.
În 2007, Consum își face afirmată prezența în Catalonia, cu 53 de supermarket-uri Supersol, rețeaua de supermarketuri "Consum" și "Consum Basic" de care dispune în Catalonia. În același an, Cooperativa, achiziționează 62 de supermarket-uri Caprabo, distribuite pe teritoriul Comunității Valenciene, al Murciei, al Castiliei-La Mancha și Andaluzia. În luna mai 2010 dobândește proprietate si pe Format:Dónde 12 supermarketuri Vidal Europa și unul ce aparținea grupului Eroski.
La data de 2017, Consum conta cu 680 de supermarket-uri proprii și francize Charter, cu o structură organizatorică cuprinzând 13,504 lucrători și 2,7 milioane de clienți, avand si calitatea de acționari. Cooperativa Consum, este prezentă în Comunitatea Valencia, Catalonia, Regiunea Murcia, Castilla-La Mancha, Andaluzia și Aragon. Aceasta cooperativa (Consum) are sediul în Silla⁠(d) și dispune de 5 platforme logistice în Silla (Valencia), Quart de Poblet⁠(d), Riba-roja (Valencia), Sant Boi de Llobregat (Barcelona), el Prat de Llobregat (Barcelona) și Las Torres de Cotillas⁠(d). În 2016, a înregistrat o creștere a cifrei de afaceri de 10,5% în raport cu datele obținute în 2015, ajungând la 2.344 de miliarde de Euro și un profit de 46,8 milioane de Euro. Cooperativa "Consum" și-a crescut în 2016, cota de piață. la nivel național cotându-se la 4% clasându-se pe locul 6 in clasamentul național al companiilor de distribuție. În 2016, Consum implementează faza sa inițială ca "magazin cu comerț electronic", modalitate care permite achiziționarea a mai mult de 9.000 de produse.

## Resurse Umane
În 2007, Consum primește certificatul de "Întreprindere Familiarmente-Responsabilă" din partea fundației numite "Fundación Másfamilia" pentru politica sa fată de ocuparea forței de muncă. În 2015, și 2016 Consum Cooperativa, a fost recunoscut cu certificatul "Top Employers" (Angajatori de Top), pentru eforturile sale în gestionarea resurselor umane și se clasează printre cele 63 dintre cele mai bune companii. în ce privește condițiile de lucru, din Spania. Aproximativ 95% din forța de muncă de Consum sunt "acționari cu drept de a participa la gestionarea și la profiturile" acestei intreprinderi.

## Link-uri externe
- Web de Cooperativa Valenciana Consum